# Bâtiment annulaire
Le bâtiment annulaire est un monument historique situé à Mulhouse, dans le département français du Haut-Rhin.

## Localisation
Ce bâtiment est situé aux 5-14, rue Auguste-Wicky, à proximité de la gare de Mulhouse.

## Historique
L'édifice a été construit entre 1951 et 1954. Le quartier gare de Mulhouse a été fortement endommagé après les bombardements de 1944, la reconstruction est confiée à l'architecte Pierre-Jean Guth,.
Il fait l'objet d'une inscription au titre des monuments historiques depuis 2006.

## Architecture
L'édifice a été dessiné par l'architecte Pierre-Jean Guth. Il accueille 96 logements et des commerces au rez-de-chaussée.
Le bâtiment a un aspect monumental, de par sa hauteur et sa dimension, il mesure 22 mètres de haut pour 96 mètres de diamètres. C'est le seul bâtiment de forme annulaire en France avec la Maison de la radio à Paris,.
Le bâtiment a été conçu pour permettre une circulation automobile circulaire à son extérieur, quand piétons et cyclistes peuvent le traverser (le bâtiment étant un anneau avec une zone vide à l'intérieur).